# Kovača vas, Črnomelj
Kovača vas este o localitate din comuna Črnomelj, Slovenia, cu o populație de 13 locuitori.